# Замок Россмор
Замок Россмор (англ. Rossmore Castle) — один із замків Ірландії, був розташований в графстві Монахан, на околиці міста Монахан. До нашого часу не дійшов — був знесений.

## Історія замку Россмор
Замок Россмор був побудований в ХІХ столітті. Замок побудував ІІ лорд Россмор в 1827 році в псевдоготичному стилі. Ідея та проект замку належать Вільяму Ветрувію Моррісону. Потім замок перебудував в 1858 році лорд Россмор змагаючись з лордом Ширлі Лох-Фе. Лорд Россмор хотів збудувати замок з найбільшою кімнатою в графстві Монахан, вітальня була збільшена вп'ятеро. Розбудова велась в стилі шотландських баронських замків. Розбудовую керував архітектор Вільям Генрі Лінн. Основою замку була велика квадратна вежа з бійницями. Під час розширення добудували ще дві вежі. Одна вежа була багатокутна з куполом, інша вежа була квадратна з шпилем. Розбудований замок являв собою величезну будівлю з 117 вікнами 53 різних форм і розмірів.
Наприкінці ХІХ століття замок Россмор був відомий своїми бенкетами та розвагами, які влаштовував V лорд Россмор, що був другом Принца Уельського.
Після Другої світової війни замок вразив грибок — так звана «суха гниль». VI лорд Россмор змушений був покинути замок і оселитися в особняку Камла Вейл — в особняку збудованому в георгієвському стилі. Стіни почали руйнуватися, замок був знесений в 1974 році.